# 鵡川車站
鵡川站（日语：／ Mukawa eki */?）是位於日本北海道勇拂郡鵡川町末廣2-1，隸屬於北海道旅客鐵道（JR北海道）日高本線的鐵路車站。電報略號為。
過去曾是富內線的分岐站，亦是1986年10月或之前運行的急行列車「襟裳」的停靠車站。以上廢除後，本車站仍然擔當日高本線的重要車站，部份列車會以本車站為起點站或終點站。在2021年4月1日起廢止本站至樣似站間的路段後，此站成為日高本線的終點站。現時只有9個班次前往苫小牧站。
本站為鵡川町的中央車站。車站的名稱源自阿伊努語「mu-ka-pet」（堵塞的河），因為漲潮時鵡川的河口會被河砂堵塞。亦有「muk-a-p」（有羊乳的地方）或「mem-ka」（水開始滲出）的說法。

## 歷史
- 1913年（大正2年）10月1日 - 苫小牧輕便鐵道鵡川站開始營運。
- 1927年（昭和2年）8月1日 - 苫小牧輕便鐵道因鐵道國有化由日本國有鐵道接管，並改稱為日高線。
- 1943年（昭和18年）11月1日 - 日高線改稱為日高本線。同時富內線本車站至豐城站的聯絡線開通。
- 1977年（昭和52年）2月1日 - 取消貨物處理業務。
- 1984年（昭和59年）2月1日 - 取消行李處理業務。
- 1986年（昭和61年）11月1日 - 富內線廢線。停止售票及驗票等旅客業務，但保留重要職員駐守。車站簡易委託化。
- 1987年（昭和62年）
  - 4月1日 - 由於國鐵分割民營化，車站由JR北海道管理。
  - 11月 - 現時的站房落成。
- 1998年（平成10年）4月1日 - 窗口業務改為直接經營。
- 2006年（平成18年）9月1日 - 再次停止售票及驗票等旅客業務。車站簡易委託化（委託給站房內Kiosk）。
- 2009年（平成21年）4月1日 - Kiosk關閉。廢除簡易委託，車站完全無人化。
- 2015年1月8日 - 因大浪沖刷導致厚賀站〜大狩部站之間路基流失，鵡川站至樣似站之間列車停駛，改以巴士代替行駛[1]。。
- 2016年12月21日 - JR北海道表示決定放棄日高門別站至本站的復修工程，並完全以巴士取代，但在說明會上多個町長以不同理由缺席會議。而鵡川站至日高門別站將會與當地政府討論是否有復修的可能性[2]。
- 2018年6月17日 - 日高本線（鵡川－樣似段）預定於2020年或之前廢線。
- 2021年（令和3年）4月1日 - 鵡川－樣似路段廢止，鵡川站成為日高本線終點站[3]。
- 2023年（令和5年）3月18日 - 鄰站濱田浦車站廢止[4]，鵡川站成為鵡川町唯一一座營運中的鐵路車站。

## 車站構造
現時是側式月台1面1線的地面車站。
在2021年4月廢止鵡川－樣似之間路段前，本站為側式月台2面2線。由於月台之間並不對稱，站房旁的月台西側需要使用平交道前往對面月台的東側。原本富內線使用3號線，富內線廢線後，3號線亦被拆除。

### 月台配置
| 月台 | 路線      | 目的地     |
| ---- | --------- | ---------- |
| 1    | ■日高本線 | 苫小牧方向 |

- 1987年落成的站房同時設立交通總站，並設置簡單自動售票機（不能使用磁式車票，對應自動驗票閘門）。
- 為交換車站，從樣似、靜內方向來的列車必定使用1號線，而從苫小牧方向來的列車（包括於本車站轉向的列車）必定使用2號線。
- 現時為無人車站。過去的Kiosk曾發售鵡川與苫小牧之間的車票（單程、來回、回數券）及苫小牧與札幌之間的S車票。
  - 配置職員的時代會售賣全線的車票，2006年8月31日停止窗口業務後廢除。銷售時點情報系統於停止窗口業務後同時廢除。

## 載客量
- 1981年度的每天載客量為485人。
- 1992年度的每天載客量為348人。

## 鐵路飯盒

### 過去曾經售賣的鐵路飯盒
- 壽司

## 車站周邊
- 北海道道575號鵡川停車場線
- 北海道道10號千歲鵡川線
- 國道235號
- 日高自動車道鵡川交流道
- 道之驛鵡川四季之館（日语：道の駅むかわ四季の館）
- 鵡川町役場
- 苫小牧警察署鵡川交番
- 鵡川郵局
- 苫小牧信用金庫鵡川分店
- 鵡川農業協同組合（JA鵡川）
- 鵡川漁業協同組合
- 北海道鵡川高等學校
- 鵡川町立鵡川中學
- 鵡川町言鵡川中央小學
- 鵡川町鵡川厚生醫院
- 蒲公英公園
- 井目戶地藏尊
- 道南巴士、厚真巴士、鵡川町營巴士「鵡川站前」站牌
  - 道南巴士亦開設富內線代替巴士（前往穗別出張所）

## 相鄰車站
北海道旅客鐵道
日高本線
濱厚真－鵡川

### 已廢除路線
日本國有鐵道
富內線
鵡川－豐城
北海道旅客鐵道
日高本線
鵡川－汐見

## 外部連結
- 全驛訪問之旅（页面存档备份，存于）